# Dobrești (Dolj)
Dobreşti è un comune della Romania di 2 686 abitanti, ubicato nel distretto di Dolj, nella regione storica dell'Oltenia.
Il comune è formato dall'unione di 5 villaggi: Căciulătești, Dobrești, Georocel, Murta, Toceni.